# West Point (film)
West Point, in Nederland uitgebracht onder de titel Cadettenliefde, is een film uit 1928 onder regie van Edward Sedgwick.

## Verhaal
Brice Wayne is een jongeman die een befaamde militaire academie in gaat. Hier weet hij zich van zijn medestudenten te vervreemden door overal een beter antwoord op te hebben en geen respect te hebben voor de regels. Alleen Betty Channing ziet iets in hem, maar ook van haar weet hij zich te vervreemden wanneer zijn footballteam een wedstrijd verliest door zijn egoïsme.

## Rolverdeling
| Acteur                 | Personage            |
| ---------------------- | -------------------- |
| William Haines         | Cadet Brice Wayne    |
| Joan Crawford          | Betty Channing       |
| William Bakewell       | Cadet 'Tex' McNeil   |
| Neil Neely             | Cadet Bob Sperry     |
| Ralph Emerson          | Sgt./Cadet Bob Chase |
| Leon Kellar            | Capt. Munson         |
| Major Raymond G. Moses | Coach Towers         |